# Замфір Арборе-Раллі
Замфір А́рборе-Ра́ллі, або Раллі-Арборе (нар. 14 листопада 1848, Чернівці — пом. 2 квітня 1933, Бухарест, Румунія) — румунський письменник, перекладач, публіцист і громадський діяч.

## Біографія
Народився в Чернівцях. Вчився в Петербурзькій медико-хірургічній академії. За участь у студентському русі його 1869 року ув'язнено в Петропавловській фортеці, 1871 року — вислано до Кишинева, звідки він утік за кордон. З 1879 року оселився в Румунії.
В 1905 році надавав матеріальну допомогу матросам-потьомкінцям, які перебували в Румунії. Поступово відійшов від революційної боротьби.
Вивчав українсько-румунські літературні зв'язки.
За участі Арборе-Раллі через Румунію і Бессарабію переправлено в Росію частину тиражу женевського видання (1878) «Кобзаря» Тараса Шевченка.
Про Шевченка писав у книжці «На засланні» (румунською мовою, Крайова, 1896) та інших працях.
Характеризував Шевченка як народного поета. Схвально писав про поеми «Єретик», «Кавказ» тощо.
Арборе-Раллі належить перший румунський поетичний переклад (1916) Шевченкового «Заповіту».
В 1931 році, у зв'язку з відзначенням сімдесятиріччя з дня смерті Шевченка, виступав з лекціями про його творчість і життя перед робітниками Бухареста.